# Мурованська сільська рада (Сокальський район)
Мурованська сільська рада — колишній орган місцевого самоврядування у Сокальському районі Львівської області. Адміністративний центр ради — село Муроване. Утворена 25 червня 1969 року.

## Загальні відомості
Водоймища на території, підпорядкованій даній раді: річка Солокія.

## Населені пункти
Сільській раді підпорядковані населені пункти:
- с. Муроване
- с. Вербове
- с. Себечів

## Склад ради
Рада складається з 18 депутатів та голови.

### Керівний склад попередніх скликань
| ПІБ                     | Основні відомості                                                                                   | Дата обрання | Дата звільнення |
| ----------------------- | --------------------------------------------------------------------------------------------------- | ------------ | --------------- |
| Лешик Надія Федорівна   | Сільський голова, 1961 р.н., освіта                                                                 | 26.03.2006   | 31.10.2010      |
| Василишин Іван Іванович | Сільський голова, 1967 р.н., освіта середня загальна, член Всеукраїнського об'єднання «Батьківщина» | 31.10.2010   |                 |

Примітка: таблиця складена за даними джерела